# 赤星因彻
赤星因彻（あかぼし いんてつ，1810年—1835年），日本围棋棋手，肥後國出身，十一世井上幻庵因硕的弟子，七段上手，幼名千十郎，又稱因誠。
1835年，为了争夺棋所，赤星因彻挑战本因坊丈和。是局丈和弈出68、70、78，史称“古今无类三妙手”奠定胜局。棋局行至246手赤星因彻认输时大口吐血满盘皆赤，所以本局又称“因彻吐血局”。两个月后他因肺结核不治身亡，得年26岁。